# Carlene Carter

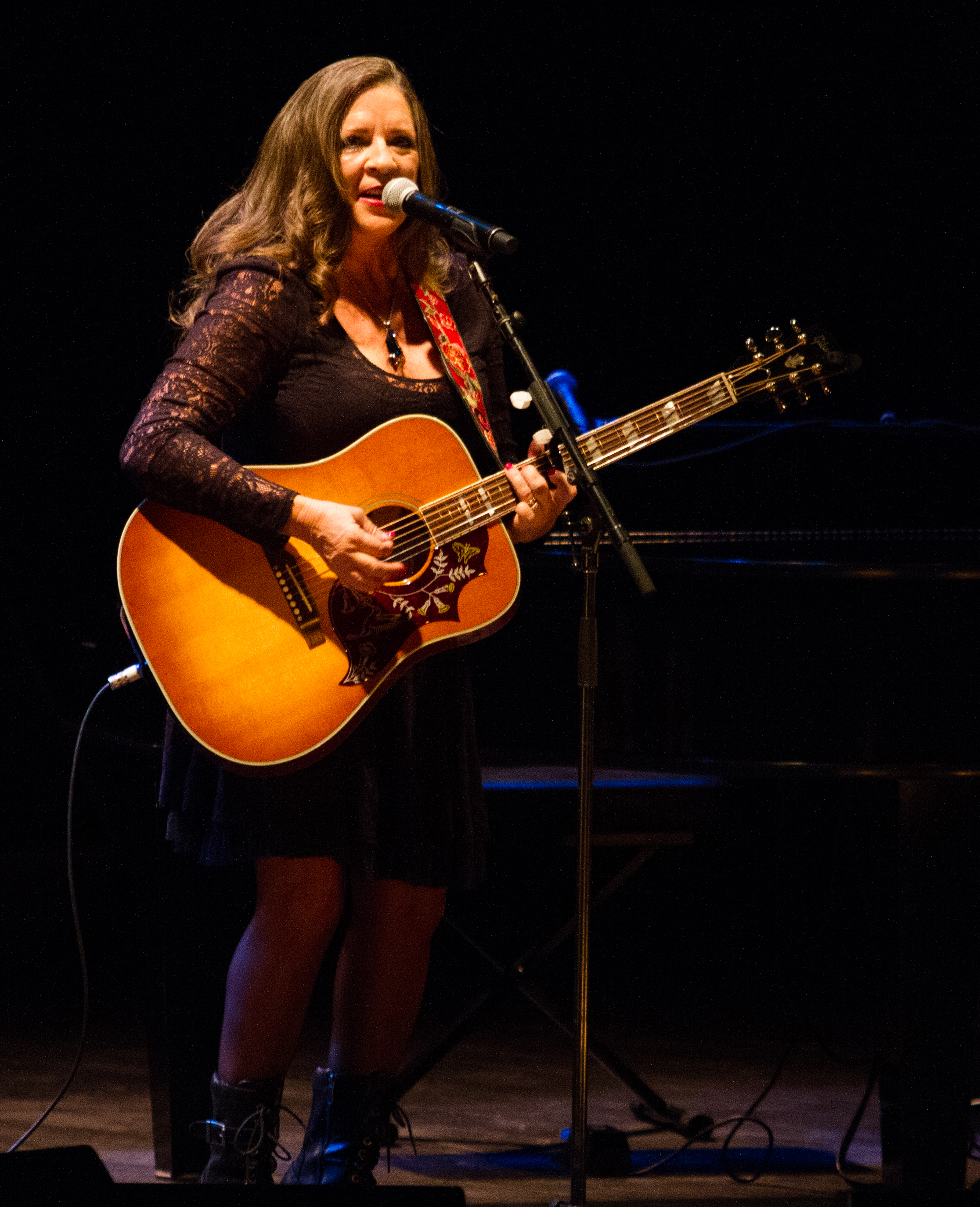
Carlene Carter, 2016

Carlene Carter (* 26. September 1955 als Rebecca Carlene Smith in Nashville, Tennessee) ist eine US-amerikanische Country-Sängerin.

## Anfänge
Carlene Carter, die Tochter von June Carter und Carl Smith, führte in dritter Generation die Tradition der Carter Family fort. Nach Heirat ihrer Mutter mit Johnny Cash wirkte sie bei Auftritten der Carter Family als Background-Sängerin mit. 1976 war ihre Stimme erstmals auf einer Aufnahme ihres Stiefvaters zu hören.
Mit 16 Jahren heiratete sie Joe Simpkins; die Ehe wurde zwei Jahre später kurz nach der Geburt von Tochter Tiffany Anastasia geschieden. Carter studierte einige Semester Musik, arbeitete kurz als Model und heiratete mit 19 Jahren John Routh. Auch diese Ehe wurde bald nach der Geburt des Sohnes Jackson Routh geschieden.

## Karriere
Bereits 1974 sang Carlene den Song "Friendly Gates" auf dem Album The Junkie and the Juicehead (Minus Me) ihres Stiefvaters Johnny Cash.
1978 verbrachte sie kurze Zeit in Los Angeles, um dann nach London zu gehen, wo ihre erste Schallplatte, das Rock-orientierte Album Carlene Carter eingespielt wurde. Ein Jahr später heiratete sie den Musiker Nick Lowe, der ihre folgenden Alben Musical Shape und Blue Nun produzierte. Mit ihrer eigenwilligen Mischung aus Rock und Country war sie aber ihrer Zeit voraus, und die Verkaufszahlen waren entsprechend schlecht. Sie zog sich daraufhin vorübergehend von der Musik zurück und wirkte in einem Theaterstück mit.
Die Ehe mit Lowe hielt bis 1985. Dann kehrte Carter in die USA zurück, wo sie sich zunächst wieder der Carter Family anschloss.
1987 schloss sich Carter der norwegischen Band CCCP an, die der Musiker Casino Steel gegründet hatte, nachdem seine alte Band Horton-Steel zerfallen war. CCCP mischte verschiedenste Stilrichtungen, weitere Mitglieder waren der spätere Asia-Sänger John Payne und die norwegische Sängerin Claudia Scott. Gemeinsam spielten sie ein Album mit Coverversionen namens Let’s spend the Night together ein.
Ende der 1980er Jahre tat Carlene Carter sich privat und beruflich mit Howie Epstein zusammen, dem Bassisten von Tom Petty & the Heartbreakers.
1990 wurde nach langen Jahren musikalischer Pause das Album I Fell In Love veröffentlicht, mit dem ihr der Durchbruch in der Country-Szene gelang. Verantwortlicher Produzent war Howie Epstein, der auch einige Songs beisteuerte. Carter selbst schrieb einige Titel. Auch auf eine Komposition ihres Großonkels A.P. Carter wurde zurückgegriffen. Zwei Singleauskopplungen schafften es in die Country-Top-10. Auch das folgende Album Little Love Letters konnte an den hohen Qualitätsstandard anknüpfen.
Ihr vorerst letztes reguläres Album erschien 1995. Ein Jahr später wurde mit Hindsight 20/20 eine umfassende Compilation veröffentlicht. 2001 wurde Carlene Carter in einem gestohlenen Sportwagen festgenommen; es wurde mehrfach wegen Heroinbesitzes gegen sie ermittelt. 2003 wurde Carter zu 18 Monaten Bewährungsstrafe verurteilt.
Am 4. Februar 2006 heiratete Carlene Carter in Cinnamon Hill auf Jamaika ihren Verlobten, den Schauspieler Joseph „Joe“ Breen. Ab März 2006 gab sie wieder Konzerte in den USA und am 1. Juli 2006 trat sie auf einem Countryfestival in Interlaken in der Schweiz auf. Auf diesen Konzerten konnten die Fans erstmals eine frühe Version ihres neuen Studio-Albums Stronger kaufen, produziert von ihrem Halbbruder John Carter Cash. Im März 2008 erschien das Album in einer neuen Fassung, nun produziert von John McFee.
2014 veröffentlichte sie das Album Carter Girl, welches sich musikalisch an die frühere Musik der Carter-Family anlehnt.
Seit 2015 arbeitet sie eng mit dem Musiker John Mellencamp zusammen, zunächst als Gastsängerin auf dessen Plain Spoken-Tournee und im Jahr 2017 schließlich mit dem gemeinsamen Album Sad Clowns and Hillbillies.

## Diskografie

### Alben
| Jahr | Titel                    | Höchstplatzierung, Gesamtwochen, AuszeichnungChartplatzierungen (Jahr, Titel, Platzierungen, Wochen, Auszeichnungen, Anmerkungen) | Höchstplatzierung, Gesamtwochen, AuszeichnungChartplatzierungen (Jahr, Titel, Platzierungen, Wochen, Auszeichnungen, Anmerkungen) | Anmerkungen                                                  |
| Jahr | Titel                    | US | Country | Anmerkungen                                                  |
| ---- | ------------------------ | --- | --- | ------------------------------------------------------------ |
| 1980 | Musical Shapes           | US139 (6 Wo.)US | — | musikalisch begleitet von Rockpile, produziert von Nick Lowe |
| 1990 | I Fell In Love           | — | Country19 (46 Wo.)Country |                                                              |
| 1993 | Little Love Letters      | US196 (1 Wo.)US | Country35 (25 Wo.)Country |                                                              |
| 1995 | Little Acts Of Treason   | — | Country65 (3 Wo.)Country |                                                              |
| 2008 | Stronger                 | — | Country69 (1 Wo.)Country | Produzent: John McFee                                        |
| 2014 | Carter Girl              | — | Country40 (1 Wo.)Country | Produzent: Don Was                                           |
| 2017 | Sad Clowns & Hillbillies | US11 (2 Wo.)US | — | mit John Mellencamp                                          |

Weitere Studioalben
- 1978: Carlene Carter
- 1979: Two Sides Of Every Woman
- 1981: Blue Nun (Produzent: Nick Lowe)
- 1983: C’est C Bon
- 2006: Stronger - Pre-Release (Produzent: John Carter Cash)

Alben als Gruppenmitglied
- 1987: Let's spend the night together (mit CCCP)
- 2019: The Carter Famnily - across Generation             (Mit der Carter Family produziert von John Carter Cash)

### Livealben
- 1994: Hurricane: Live at the Crazy Horse (Keine offizielle Veröffentlichung, der Verkauf ist offiziell gesperrt)

### Kompilationen
- 1996: Hindsight 20/20
- 2007: The Platinum Collection

### Singles
| Jahr | Titel Album                                                | Höchstplatzierung, Gesamtwochen, AuszeichnungChartsChartplatzierungen (Jahr, Titel, Album, Platzierungen, Wochen, Auszeichnungen, Anmerkungen) | Anmerkungen      |
| Jahr | Titel Album                                                | Country | Anmerkungen      |
| --- | ---------------------------------------------------------- | --- | ---------------- |
| 1979 | Do It in a Heartbeat Two Sides to Every Woman              | Country42 (8 Wo.)Country |                  |
| 1980 | Baby Ride Easy Musical Shapes                              | Country76 (5 Wo.)Country | mit Dave Edmunds |
| 1990 | I Fell in Love                                             | Country3 (21 Wo.)Country |                  |
| 1990 | Come On Back I Fell in Love                                | Country3 (20 Wo.)Country |                  |
| 1991 | The Sweetest Thing I Fell in Love                          | Country25 (17 Wo.)Country |                  |
| 1991 | One Love I Fell in Love                                    | Country33 (12 Wo.)Country |                  |
| 1993 | Every Little Thing Little Love Letters                     | Country3 (20 Wo.)Country |                  |
| 1993 | Unbreakable Heart Little Love Letters                      | Country51 (8 Wo.)Country |                  |
| 1994 | I Love You ’Cause I Want To Little Love Letters            | Country50 (9 Wo.)Country |                  |
| 1994 | Something Already Gone Maverick O.S.T.                     | Country43 (10 Wo.)Country |                  |
| 1995 | Love Like This Little Acts of Treason                      | Country70 (3 Wo.)Country |                  |
| 1995 | Hurricane Little Acts of Treason                           | Country75 (1 Wo.)Country |                  |
| Folgende Lieder erschienen nicht als Single, wurden aber durch das Album zum Download und Streaming bereitgestellt und konnten somit eine Platzierung erlangen: |                                                            | |                  |
| |                                                            | |                  |
| 1995 | Rockin’ Little Christmas A Giant Country Christmas, Vol. 1 | Country66 (1 Wo.)Country |                  |

Weitere Singles
- 1978: Never Together (But Close Sometimes)
- 1978: Love Is Gone
- 1979: Old Photographs
- 1980: Ring of Fire
- 1981: Oh How Happy (mit Paul Carrack)
- 1981: Do Me Lover (mit Paul Carrack)
- 1983: Meant It for a Minute
- 1983: Heart to Heart
- 1994: Sweet Meant to Be
- 1996: He Will Be Mine
- 2008: Bring Love
- 2014: Little Black Train

### Gastbeiträge
| Jahr | Titel Album                    | Höchstplatzierung, Gesamtwochen, AuszeichnungChartplatzierungen (Jahr, Titel, Album, Platzierungen, Wochen, Auszeichnungen, Anmerkungen) | Höchstplatzierung, Gesamtwochen, AuszeichnungChartplatzierungen (Jahr, Titel, Album, Platzierungen, Wochen, Auszeichnungen, Anmerkungen) | Anmerkungen             |
| Jahr | Titel Album                    | US | Country | Anmerkungen             |
| ---- | ------------------------------ | --- | --- | ----------------------- |
| 1983 | I Couldn’t Say No Special Pain | US32 (12 Wo.)US | — | mit Robert Ellis Orrall |
| 1989 | Time’s Up County Line          | — | Country26 (18 Wo.)Country | mit Southern Pacific    |

### Videoalben
- 1983: Carlene Carter: Live in London (Aufgenommen im Marquee Club)

## Auszeichnungen für Musikverkäufe
| Goldene Schallplatte - Norwegen - 1994: für das Album Little Love Letters |

| Land/RegionAuszeichnungen für Musikverkäufe (Land/Region, Auszeichnungen, Verkäufe, Quellen) | Gold  | Platin | Verkäufe | Quellen |
| -------------------------------------------------------------------------------------------- | ----- | ------ | -------- | ------- |
| Norwegen (IFPI)                                                                              | Gold1 | —      | 25.000   | ifpi.no |
| Insgesamt                                                                                    | Gold1 | —      |          |         |